# Иленка (приток Осеченки)
Иленка — река в России, протекает по Спировскому и Вышневолоцкому районам Тверской области. Устье реки находится в 8 км от устья реки Осеченки по левому берегу. Длина реки составляет 27 км, площадь водосборного бассейна — 89,8 км².

## Данные водного реестра
По данным государственного водного реестра России относится к Верхневолжскому бассейновому округу, водохозяйственный участок реки — Тверца от истока (Вышневолоцкий гидроузел) до города Тверь, речной подбассейн реки — Волга до Рыбинского водохранилища. Речной бассейн реки — (Верхняя) Волга до Куйбышевского водохранилища (без бассейна Оки).
Код объекта в государственном водном реестре — 08010100512110000001980.